# لا پوئبلا د بالبرده
لا پوئبلا د بالبرده (به اسپانیایی: La Puebla de Valverde) یک شهرستان در اسپانیا است که در استان تروئل واقع شده‌است.

## خصوصیات
لا پوئبلا د بالبرده ۲۸۲٫۷۸ کیلومترمربع مساحت و ۵۴۰ نفر جمعیت دارد و ۱٬۱۸۳ متر بالاتر از سطح دریا واقع شده‌است.